# Alfa-mangostina
L'alfa-mangostina è stata isolata dal frutto della Garcinia mangostana, pianta nativa di alcune regioni dell’Asia come la Malesia, la Thailandia, le Filippine, lo Sri Lanka e l’India. Nel 1855, l'alfa-mangostina fu riconosciuta come uno dei principali xantoni isolati dai pericarpi del frutto del mangostano. Il composto è una sostanza di colore giallo che può essere ottenuto anche da altre parti della pianta, come la linfa essiccata e la corteccia.
Il mangostano è soprannominato “la regina dei frutti” per il suo sapore e le sue proprietà. Il frutto è di colore violaceo o rossastro, contiene all'interno una polpa edibile morbida e bianca. Il pericarpo di questo frutto è stato usato per anni nella medicina tradizionale per la cura di infezioni della pelle, dolore addominale e dissenteria.

## Xantone dal pericarpo dellaGarcinia mangostana
Il genere Garcinia appartiene alla famiglia delle Clusiaceae e fino ad oggi in Cina sono state registrate 21 specie del genere. La Garcinia mangostana (mangostano) è un frutto tropicale originario dell'arcipelago malese, delle isole della Sonda e delle Molucche. Nel sud-est asiatico, il guscio del frutto del mangostano è una medicina popolare tradizionale utilizzata per il trattamento di diarrea, distorsioni, febbre tifoide, ulcere, infezioni della pelle e viene utilizzata come antinfiammatorio e per la sterilizzazione. Nelle precedenti approfondite indagini sui costituenti fitochimici di G. mangostana, G. hanburyi, G. bracteata, G. cowa, ecc., le specie Garcinia sono note per essere ricche di un varietà di benzofenoni e xantoni, alcuni dei quali hanno mostrato un'ampia gamma di attività biologiche e farmacologiche tra cui attività citotossica, antinfiammatoria, antimicrobica e antimicotica, nonché la regolazione immunitaria e il miglioramento dell'encefalomielite autoimmune sperimentale. L'alfa-mangostina alimentare isolata dal genere Garcinia ha proprietà antitumorali e antiproliferative nella leucemia, nonché nei tumori della prostata, della mammella, del colon-retto e del cervello. Nel corso dello studio di Renyue Yang et al.,2017 per i costituenti bioattivi dai frutti di mangostano, un nuovo xantone prenilato chiamato 7-O-demetil mangostanina e 13 xantoni noti, tra cui alfa-mangostina, sono stati isolati dal pericarpo e le loro strutture sono state stabilite usando risonanza magnetica (NMR), spettroscopia di massa a ionizzazione elettrospray ad alta risoluzione (HRESIMS) e metodi a raggi X.

## Proprietà chimico-fisiche
L’alfa-mangostina (1,3,6-triidrossi-7-metossi-2,8-bis(3-metilbut-2-en-1-yl)-9H-xanten-9-one¸ PM 410.5 g/mol) appartiene alla famiglia degli xantoni. È caratterizzata da 5 legami a rotazione libera, tre donatori e sei accettori di legami idrogeno. L’alfa-mangostina si presenta come una polvere giallastra solubile a 25 °C in DMSO, etanolo ma poco solubile in acqua.

### Estrazione dal frutto
Il processo di estrazione assistita da microonde per ottenere α-mangostina di alta qualità dal pericarpo di mangostano (Garcinia mangostana L.) è stato ottimizzato migliorando parametri che includono il tempo di estrazione, la potenza delle microonde e la percentuale di solvente. È stata valutata l'attività antiossidante e antimicrobica di estratti ottimizzati e non ottimizzati. L'acetato di etile come solvente verde ha mostrato la più alta concentrazione di α-mangostina, seguita da diclorometano, etanolo e acqua. La più alta concentrazione di α-mangostina nel pericarpo di mangostano di 121,01 mg/g di sostanza secca (DM) è stata prevista a 3,16 min, 189,20 W e 72,40% (v/v). 
La verifica dei risultati sperimentali in queste condizioni ottimizzate ha mostrato che il valore di α-mangostina per il pericarpo di mangostano era di 120,68 mg/g DM. L'analisi degli estratti per i metaboliti secondari ha mostrato che il contenuto fenolico totale (TPC) e il contenuto totale di flavonoidi (TFC) sono aumentati significativamente negli estratti ottimizzati (OE) rispetto agli estratti non ottimizzati (NOE).
Inoltre, l'estratto ottimizzato di pericarpo di mangostano con le sue maggiori concentrazioni di α-mangostina e metabolita secondario ha mostrato attività antiossidanti più elevate con valori di metà della concentrazione massima inibitoria (IC50) di 20,64 µg/mL rispetto a quelli del NOE (28,50 µg/mL). L'OE ha mostrato la più alta attività antibatterica, in particolare contro i batteri Gram-positivi. Il processo di estrazione assistita da microonde di α-mangostina dal pericarpo di mangostano è stato ottimizzato con successo, indicando l'accuratezza dei modelli sviluppati, che saranno utilizzabili in un processo di estrazione su larga scala.

## Studi relativi alle proprietà biologiche dell'alfa-mangostina
In letteratura sono presenti numerose ricerche che hanno descritto per l'alfa-mangostina una vasta gamma di attività biologiche tra cui proprietà antinfiammatorie, antiproliferative, cardioprotettive, antibatteriche, antimicotiche, antiparassitarie e antiossidanti.

### Proprietà anti-glicative e anti-alfa-glucosidasiche: studiin vitro
Il diabete mellito è caratterizzato da uno stato di iperglicemia prolungata che porta a reazioni di glicazione con formazione di AGEs che contribuiscono a uno stato infiammatorio cronico. 
La ricerca ha valutato l'attività inibitoria della molecola contro la glicazione, processi ossidativi e su α-glucosidasi, un idrolasi intestinale che catalizzando la scissione di oligosaccaridi in molecole di glucosio promuove il picco di glicemico postprandiale.
L'attività di antiglicativa è stata valutata utilizzando il saggio BSA, mentre la capacità antiossidante è stata rilevata con il saggio dell'ORAC. L'inibizione dell'attività dell'enzima α-glucosidasi è stata studiata con metodi spettroscopici.
L'alfa-mangostina ha ridotto la produzione di AGEs, mentre ha diminuito l'attività dell'enzima alfa-glucosidasi in modo concentrazione-dipendente.
I dati hanno evidenziato l'attività anti-α-glucosidasi del composto alfa-mangostina, i suoi effetti protettivi sulla glicazione proteica e sui danni all'ossidazione. Con ulteriori studi questo composto potrebbe essere un potenziale agente per il trattamento del diabete mellito di tipo II.

### Attività antiproliferative
In letteratura sono presenti diversi studi in vitro che esaminano le proprietà antitumorali e citotossiche dell’alfa-mangostina. In uno di questi studi, condotto da Matsumoto et al. (2003), sono stati valutati gli effetti inibitori di alfa-mangostina e di altri cinque xantoni sulla crescita cellulare di linee cellulari di leucemia umana HL60, K562, NB4 e U937. L’alfa-mangostina ha inibito la crescita cellulare delle suddette linee cellulari leucemiche.
Studi in vivo in modelli animali riportati nella letteratura scientifica hanno valutato la somministrazione di alfa-mangostina nella dieta al fine di valutarne gli effetti chemio-preventivi a breve termine sulle lesioni pre-neoplastiche indotte dall'1,2-dimetilidrazina (DMH) nella carcinogenesi del colon di ratto (40 mg/kg somministrati per iniezione sottocutanea, una volta alla settimana per due settimane). I risultati hanno rilevato che la somministrazione di alfa-mangostina nella dieta inibiva in modo significativo il rilascio di biomarcatori della carcinogenesi del colon a breve termine indotti da DMH. 

### Proprietà antiallergiche
Alcuni studi hanno valutato l'effetto di alfa-mangostina sul meccanismo dell'allergia mediato dai mastociti derivati dal midollo osseo (BMMC) indotto dal forbolo-12-miristato-13-acetato (PMA) più A23187. Lo studio ha dimostrato che l'alfa-mangostina inibiva la produzione di IL-6, PGD2 e LTC4, nonché la degranulazione di BMMC indotta da PMA e A23187. Un altro effetto osservato è stata la repressione dell'espressione della COX-2. Questi risultati suggeriscono la potenziale utilità dell’alfa-mangostina nell'alleviare le risposte infiammatorie allergiche mediate dai mastociti.

### Proprietà antiossidanti
Alcuni studi hanno evidenziato che l'alfa-mangostina riduce i radicali del rame o perossilici indotti dall’ossidazione delle lipoproteine umane a bassa densità (LDL). L'ossidazione delle LDL può svolgere un ruolo importante nell'aterosclerosi. Sono stati sperimentati i possibili effetti antiossidanti dell'alfa-mangostina, isolata da Garcinia mangostana, sull'ossidazione ione metallo dipendente (Cu2+) e indipendente delle LDL umane. L'alfa-mangostina ha ritardato l'ossidazione delle LDL sia dipendente dagli ioni metallici sia indipendente in modo dose-dipendente, alle concentrazioni da 5 a 50 microM.

### Proprietà antibatteriche e antimicotiche
Uno studio sulle proprietà antibatteriche e antimicotiche dell'alfa-mangostina e di quattro suoi derivati ha rilevato che i seguenti batteri sono molto sensibili agli xantoni: S. aureus, P. aeruginosa, Salmonella typhimurium e Bacillus subtilis. Inoltre, Klebsiella sp., Proteus sp. ed Escherichia coli hanno mostrato una suscettibilità moderata. I funghi che sono risultati essere sensibili agli xantoni includono Epidermophyton floccosum, Alternaria solani, Mucor sp., Rhizupus sp. e Cunninghamella echinulata, mentre quelli ritenuti moderatamente sensibili erano Trichophyton mentagrophytes, Microsporum canis, Aspergillus niger, Aspergillus flavus, Penicillium sp., Fusarium roseum e Curvularia lunata. La concentrazione inibitoria minima, che è la concentrazione più bassa di un antimicrobico richiesta per inibire la crescita visibile di un microrganismo dopo ina incubazione notturna, rilevata di alfa-mangostina è stata rispettivamente tra 12,5 e 50 µg/mL e tra 1 e 5 µg/mL per batteri e funghi.

## Studiin vivo

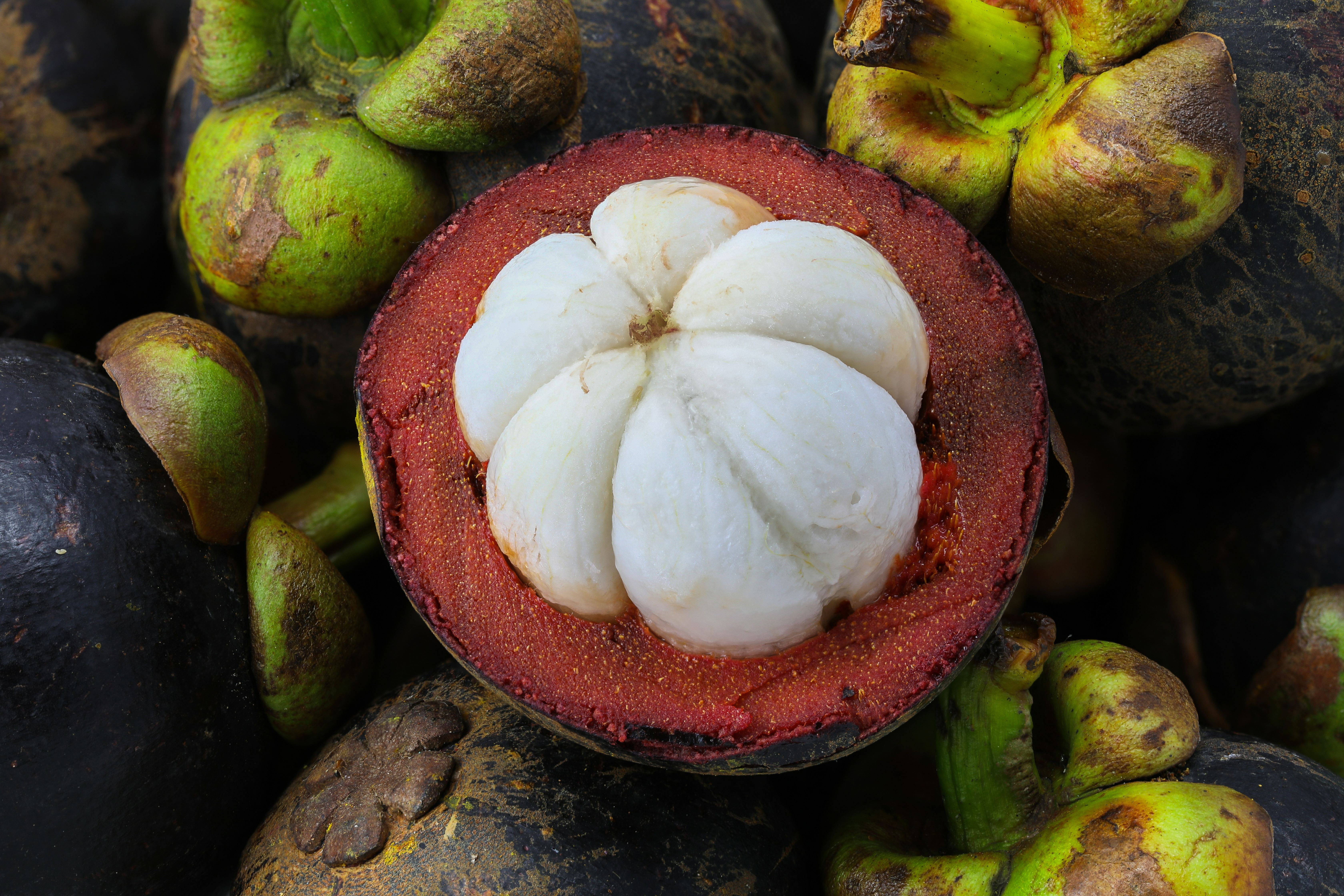
Frutto della Garcinia mangostana.

Recenti studi hanno dimostrato che il mangostano, ricco di alfa-mangostina, ha molti benefici per la salute. Nello studio di Zhuohong Xie et al.,2015 si sono sperimentati gli effetti di una bevanda a base di mangostano sui biomarcatori antiossidanti, antinfiammatori e immunitari nel plasma di adulti sani. Uno studio clinico randomizzato, in doppio cieco, controllato con placebo è stato condotto utilizzando 60 partecipanti, 30 uomini e 30 donne, di età compresa tra 18 e 60 anni. I partecipanti sono stati divisi casualmente in due gruppi, gruppi placebo e mangostano, con lo stesso numero di partecipanti maschi e femmine in ciascun gruppo. La durata della prova è stata di 30 giorni. L'ORAC come biomarcatore antiossidante è stato misurato in entrambi i gruppi. È stato scoperto che dopo la prova di 30 giorni, il gruppo che ha ricevuto la formula della bevanda a base di mangostano ha mostrato il 15% in più di capacità antiossidante nel sangue rispetto al gruppo placebo. Per quanto riguarda i biomarcatori infiammatori, nel gruppo mangostano, tra il pre-intervento e il post intervento, il livello di proteina C-reattiva è diminuito significativamente del 46%, mentre nel gruppo placebo non sono state osservate diminuzioni significative per lo stesso biomarcatore. I biomarcatori immunitari IgA, IgG, IgM non sono stati influenzati in nessuno dei due gruppi. Inoltre, sono stati studiati gli effetti sulla funzione epatica (aspartato aminotransferasi e alanina aminotransferasi) e sulla funzione renale (creatinina).
I risultati hanno indicato che dopo il consumo di 30 giorni della bevanda, non ci sono stati effetti collaterali sulle funzioni epatiche e renali umane. Il risultato di questo studio ha mostrato che la formula a base di mangostano aumenta significativamente la capacità antiossidante e possiede benefici antinfiammatori senza effetti collaterali sulle funzioni immunitarie, epatiche e renali per il consumo a lungo termine.

## Studi relativi ai sistemi di somministrazione per alfa-mangostina
L'alfa-mangostina ha una bassa solubilità in acqua e una scarsa selettività del bersaglio nel corpo umano. Recentemente, i sistemi di somministrazione di farmaci a nanoparticelle sono diventati una tecnica eccellente per migliorare le proprietà fisico-chimiche e l'efficacia dei farmaci. Sono stati sperimentati vari tipi di nanoparticelle per l'α-mangostina per migliorare la solubilità in acqua, fornire un rilascio controllato e creare sistemi di somministrazione mirati. Queste forme includono nanoparticelle polimeriche, nanomicelle, liposomi, nanoparticelle lipidiche solide, nanofibre e nanoemulsioni.
In particolare, la modifica delle nanomicelle ha aumentato la solubilità dell'α-mangostina è aumentata di oltre 10.000 volte. Inoltre, le nanoparticelle polimeriche hanno fornito un rilascio mirato e hanno migliorato significativamente la biodistribuzione dell'α-mangostina in organi specifici. In conclusione, il sistema di somministrazione di farmaci a nanoparticelle potrebbe essere una tecnica promettente per aumentare la solubilità, la selettività e l'efficacia dell'α-mangostina come nuovo candidato farmaco nella terapia clinica.